# Prerad
Prerad is een plaats in Slovenië en maakt deel uit van de gemeente Dornava in de NUTS-3-regio Podravska. De plaats telde 153 inwoners op 1 januari 2020.